# 森田みゆき
森田 みゆき（もりた みゆき、1952年 - ）は、日本の家政学者・教育学者・化学者・工学者。学位は、工学博士。北海道教育大学札幌校教授。
北海道出身。1976年お茶の水女子大学家政学部卒。三井石油化学工業に入社。1979年同社退社。1982年お茶の水女子大学大学院家政学研究科修了。同家政学部助手を経て、北海道教育大学教育学部札幌校助教授、のち同教授。

## 研究領域
バイオマスを用いた超酵素の創製と洗浄システムへの応用や、環境負荷低減のための天然物由来の生理活性物質の有効利用、酸化チタン触媒を利用したセルフクリーニングシステムを研究。

## 著書
『生活と健康 : 健康で快適な生活環境を求めて(健康科学シリーズ7巻)』（共著, 三共出版, 2001年）